# Callimachi
Callimachi (pierwotnie Calmașul, czasami też Calimachi lub Kallimachi) – ród bojarski w Rumunii, z którego wywodziło się kilku hospodarów Mołdawii i Wołoszczyzny w XVIII i XIX w. Wywodzący się prawdopodobnie z wolnych chłopów, zhellenizowany i blisko związany z rodami Greków fanariockich.